# NGC 7742
NGC 7742 е спирална галактика, добре ориентирана с лице към Земята и с правилна форма, което я прави много удобна за наблюдения. Тя е разположена на 72 млн. светлинни години от Земята в съзвездието Пегас. В центъра на галактиката е разположено старо, с жълт цвят и много стари звезди, ядро. NGC 7742 е активна галактика или казано по друг начин галактика, в чието ядро се намира огромна черна дупка. Тънкият пръстен около ядрото е отдалечен от него на 3000 светлинни години и е област на активно звездообразуване, а извън него са бледите плътно прилепнали спирални ръкави, в които звездите са малки и все още доста млади.